# Diócesis de Superior
La diócesis de Superior (en latín: Dioecesis Superiorensis y en inglés: Roman Catholic Diocese of Superior) es una circunscripción eclesiástica de la Iglesia católica en Estados Unidos. Se trata de una diócesis latina, sufragánea de la arquidiócesis de Milwaukee. Desde el 15 de diciembre de 2015 su obispo es James Patrick Powers.

## Territorio y organización
La diócesis tiene 40 701 km² y extiende su jurisdicción sobre los fieles católicos de rito latino residentes en 16 condados del estado de Wisconsin: Ashland, Barron, Bayfield, Burnett, Douglas, Iron, Lincoln, Oneida, Price, Polk, Rusk, Sawyer, St. Croix, Taylor, Vilas y Washburn.
La sede de la diócesis se encuentra en la ciudad de Superior, en donde se halla la Catedral de Cristo Rey.
En 2020 en la diócesis existían 103 parroquias agrupadas en 5 decanatos: Noroeste, Sudoeste, Centronorte, Centrosur y Este.

## Historia
La diócesis fue erigida el 3 de mayo de 1905, tomando el territorio de las diócesis de Green Bay y La Crosse.

## Estadísticas
Según el Anuario Pontificio 2021 la diócesis tenía a fines de 2020 un total de 69 663 fieles bautizados.
| Año                                                                             | Población            | Población | Población      | Sacerdotes | Sacerdotes    | Sacerdotes    | Bautizados por sacerdote | Diáconos permanentes | Religiosos | Religiosos | Parroquias |
| Año                                                                             | Bautizados católicos | Total     | % de católicos | Total      | Clero secular | Clero regular | Bautizados por sacerdote | Diáconos permanentes | Varones    | Mujeres    | Parroquias |
| ------------------------------------------------------------------------------- | -------------------- | --------- | -------------- | ---------- | ------------- | ------------- | ------------------------ | -------------------- | ---------- | ---------- | ---------- |
| 1950                                                                            | 65 301               | 312 219   | 20.9           | 124        | 82            | 42            | 526                      |                      | 42         | 537        | 150        |
| 1966                                                                            | 81 944               | 300 304   | 27.3           | 145        | 110           | 35            | 565                      |                      | 9          | 396        | 145        |
| 1970                                                                            | 82 493               | 300 304   | 27.5           | 138        | 103           | 35            | 597                      |                      | 36         | 351        | 86         |
| 1976                                                                            | 82 349               | 306 555   | 26.9           | 135        | 109           | 26            | 609                      |                      | 26         | 120        | 143        |
| 1980                                                                            | 87 600               | 341 904   | 25.6           | 108        | 90            | 18            | 811                      |                      | 19         | 241        | 141        |
| 1990                                                                            | 81 117               | 364 000   | 22.3           | 98         | 75            | 23            | 827                      | 16                   | 23         | 139        | 140        |
| 1999                                                                            | 88 288               | 394 960   | 22.4           | 93         | 79            | 14            | 949                      | 44                   | 2          | 114        | 114        |
| 2000                                                                            | 88 492               | 398 474   | 22.2           | 77         | 63            | 14            | 1149                     | 45                   | 15         | 115        | 114        |
| 2001                                                                            | 88 715               | 401 631   | 22.1           | 79         | 64            | 15            | 1122                     | 47                   | 16         | 110        | 114        |
| 2002                                                                            | 86 742               | 417 669   | 20.8           | 76         | 62            | 14            | 1141                     | 49                   | 15         | 107        | 113        |
| 2003                                                                            | 83 980               | 427 831   | 19.6           | 76         | 62            | 14            | 1105                     | 53                   | 15         | 101        | 112        |
| 2004                                                                            | 83 622               | 431 544   | 19.4           | 77         | 64            | 13            | 1086                     | 56                   | 14         | 124        | 110        |
| 2010                                                                            | 78 826               | 458 000   | 17.2           | 69         | 61            | 8             | 1142                     | 71                   | 10         | 77         | 105        |
| 2013                                                                            | 77 200               | 464 000   | 16.6           | 74         | 64            | 10            | 1043                     | 68                   | 13         | 68         | 104        |
| 2014                                                                            | 77 800               | 467 000   | 16.7           | 70         | 61            | 9             | 1111                     | 64                   | 11         | 64         | 104        |
| 2017                                                                            | 65 235               | 446 140   | 14.6           | 58         | 54            | 4             | 1124                     | 61                   | 6          | 64         | 103        |
| 2020                                                                            | 69 663               | 438 794   | 15.9           | 63         | 60            | 3             | 1105                     | 66                   | 12         | 60         | 103        |
| Fuente: Catholic-Hierarchy, que a su vez toma los datos del Anuario Pontificio. |                      |           |                |            |               |               |                          |                      |            |            |            |

## Episcopologio
- Augustine Francis Schinner † (13 de mayo de 1905-18 de marzo de 1914 nombrado obispo de Spokane)
- Joseph Maria Koudelka † (6 de agosto de 1913-24 de junio de 1921 falleció)
- Joseph Gabriel Pinten † (30 de noviembre de 1921-25 de junio de 1926 nombrado obispo de Grand Rapids)
- Theodore Mary Reverman † (2 de julio de 1926-18 de julio de 1941 falleció)
- William Patrick O'Connor † (27 de diciembre de 1941-22 de febrero de 1946 nombrado obispo de Madison)
- Albert Gregory Meyer † (18 de febrero de 1946-21 de julio de 1953 nombrado arzobispo de Milwaukee)
- Joseph John Annabring † (27 de enero de 1954-27 de agosto de 1959 falleció)
- George Albert Hammes † (28 de marzo de 1960-27 de junio de 1985 renunció)
- Raphael Michael Fliss † (27 de junio de 1985-28 de junio de 2007 retirado)
- Peter Forsyth Christensen (28 de junio de 2007-4 de noviembre de 2014 nombrado obispo de Boise City)
- James Patrick Powers, desde el 15 de diciembre de 2015